# Liste des primats de l'Église orthodoxe russe

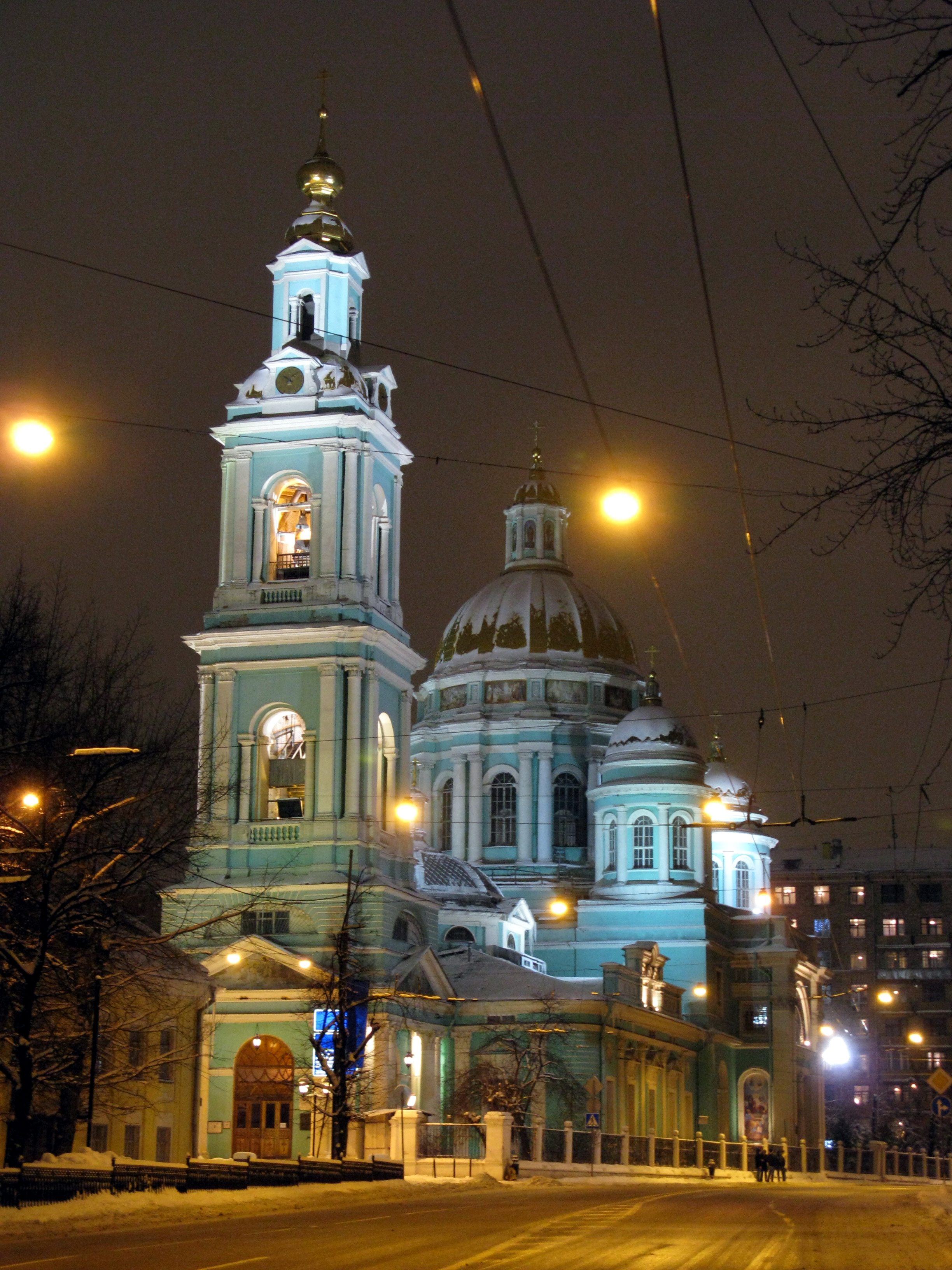
La cathédrale de la Théophanie, Église domestique des Patriarches de Moscou

Liste des métropolites de Kiev, puis des métropolites de Moscou et des patriarches de Moscou.
L'Église orthodoxe fête le 5 octobre (du calendrier julien ou du calendrier grégorien) la synaxe de tous les saints primats de l'Église de Russie.

## Métropolites de Kiev et de toute la Rus'
- Michel Ier 988-env 992 ou Théophylacte (988-?). "L'Église métropolitaine des Rus' (est alors dans le christianisme byzantin) l'une des rares provinces ecclésiastiques à porter le nom de sa population et non de la cité dans laquelle l'évêque ou le métropolite résidait"[1]
- Léonce env 992-env 1008
- Jean Ier env 1019- env 1035
- Théopempte env 1035-1049
- Cyrille Ier, années inconnues : entre ?1039-?1051[2]
- Hilarion 1051-1055
- Éphraim 1055-1061
- Georges 1062-1073)
- Jean II 1077 (80)-1089
- Jean III 1089-1091
- Nicolas 1097-1101
- Nicéphore Ier 1104-1121
- Nicetas 1122-1126
- Michel II 1130-1145
- Clément (Smoliatych) 1147-1159
- Constantin Ier 1156-1159
- Théodore 1161-1163
- Jean IV 1164-1166
- Constantin II 1167-1169
- Michel III 1171
- Nicéphore II 1182-1198
- Matthieu 1200 (01)-1220
- Cyrille Ier, dit « le Bienheureux », 1225-1233
- Joseph 1237-1240
- Cyrille II 1247-1281
- Maxime (1283-1305) résidant à Vladimir à partir de 1299

## Métropolites de Kiev résidant à Vladimir puis à Moscou
- Maxime (1283-1305) résidant à Vladimir à partir de 1299
- Pierre (1308-1326) résidant à Moscou à partir de 1325, saint (21 décembre et 24 août)
- Théognoste (1328-1353)
- Alexis (1354-1378), saint (12 février et 20 mai)
- Cyprien (1381-1382), (1390-1406)
- Pimène (1382-1384)
- Denys Ier(1384-1385)
- Photios (1408-1431)
- Isidore (1437-1441)

## Métropolites de Moscou
- Jonas (1448-1461), saint (31 mars et (15 juillet)
- Théodose (1461-1464)
- Philippe Ier (1464-1473)
- Géronte (1473-1489)
- Zosime (1490-1494)
- Simon (1495-1511)
- Varlaam (1511-1521)
- Daniel (1522-1539)
- Joasaph (1539-1542)
- Macaire (1542-1563)
- Athanase (1564-1566)
- Germain (1566). Toutefois, celui-ci sera écarté par Ivan le Terrible et ne sera jamais intronisé.
- Philippe II (1566-1568), saint martyr (9 janvier et 3 juillet)
- Cyrille (1568-1572)
- Antoine (1572-1581)
- Denys II (1581-1587)

## Patriarches de Moscou
- Job (1589-1605), saint (9 juin)
- Ignace (1605-1606)
- Hermogène (1606-1612), saint (17 février)
- Philarète (1619-1633)
- Joasaph I (1634-1642)
- Joseph Ier (1642-1652)
- Nikon (1652-1658)
- Pitirim de Kroutitsy, locum tenens (1658-1667)
- Joasaph II (1667-1672)
- Pitrim (1672-1673)
- Ioakim (1674-1690)
- Adrien (1690-1700)
- Étienne de Ryazan, locum tenens (1700-1721)

## Métropolites de Moscou, membres du Très Saint Synode
- Joseph II (1742-1745)
- Platon Ier (1745-1754)
  - Hilarion de Kroutitsy, locum tenens (1754-1757)
- Timothée (1757-1767)
- Ambroise (1768-1771)
  - Samuel de Kroutitsy, locum tenens (1771-1775)
- Platon II (1775-1811)
- Augustin (1811-1819)
- Séraphin (1819-1821)
- Philarète (1821-1867), saint (19 novembre)
- Innocent (1868-1879)
- Macaire Ier (1879-1882)
- Joannice (1882-1891)
- Léonce (1891-1893)
- Serge (1893-1898)
- Vladimir (1898-1912)
- Macaire II (1912-1917)

## Patriarches de Moscou
| No | Portrait | Nom de règne             | Règne                                                       | Nom d’origine                     | Naissance                                     | Remarques |
| -- | -------- | ------------------------ | ----------------------------------------------------------- | --------------------------------- | --------------------------------------------- | --- |
| 11 |          | Tikhon Тихон             | 4 décembre 1917 – 7 avril 1925 7 ans, 4 mois et 3 jours     | Vassili Ivanovitch Bellavine      | 31 janvier 1865 à Kline Russie                | Premier patriarche depuis deux siècles. Canonisé en 1989. |
| —  |          | Pierre de Kroutitsy Пётр | 12 avril 1925 – 27 décembre 1936 11 ans, 8 mois et 15 jours | Piotr Fiodorovitch Polianski      | 10 juillet 1862 à Storojevoïe Russie          | Métropolite de Kroutitski et patriarche locum tenens jusqu'à l'annonce (fausse) de sa mort en 1936. Emprisonné de 1925 à son exécution en 1937. Il est canonisé en 1997.       |
| 12 |          | Serge Сергий             | 27 décembre 1936 – 15 mai 1944 7 ans, 4 mois et 18 jours    | Ivan Nikolaïevitch Stragorodski   | 23 janvier 1867 à Arzamas Russie              | Patriarche locum tenens de 1936 à 1943. Il prône la loyauté au régime soviétique pour mettre fin aux persécutions.                                                             |
| 13 |          | Alexis Ier Алексий I     | 4 février 1945 – 17 avril 1970 25 ans, 2 mois et 13 jours   | Sergueï Vladimirovitch Simanski   | 8 novembre 1877 à Moscou Russie               | Élu avec l'accord de Staline. Malgré ses déclarations favorables au régime, il subit une nouvelle vague de persécutions initiée par Khrouchtchev.                              |
| 14 |          | Pimène Пимен             | 3 juin 1971 – 3 mai 1990 18 ans et 11 mois                  | Sergueï Mikhaïlovitch Izvekov     | 23 juillet 1910 à Bogorodsk Russie            | Récipiendaire de l'Ordre du Drapeau rouge du Travail pour sa collaboration avec les autorités. En 1988, il peut fêter les 1 000 ans de la christianisation de la Rus' de Kiev. |
| 15 |          | Alexis II Алексий II     | 7 juin 1990 – 5 décembre 2008 18 ans, 5 mois et 28 jours    | Alekseï Mikhaïlovitch Ridiguer    | 23 février 1929 à Tallinn Estonie             | Premier patriarche de l'ère post-soviétique, il soutient Gorbatchev lors du putsch de Moscou. Il promeut les martyrs du communisme et condamne l'homosexualité.                |
| 16 |          | Cyrille Кирилл           | Depuis le 1er février 2009 16 ans, 6 mois et 6 jours        | Vladimir Mikhaïlovitch Goundiaïev | 20 novembre 1946 à Léningrad Union soviétique | Proche de Poutine. Son patriarcat est marqué par le schisme ukrainien avec Constantinople                                                                                      |